# دوغلاس بي. سكوت
دوغلاس بي. سكوت هو سياسي أمريكي، ولد في 1960. نشط حزبياً في الحزب الديمقراطي.